# Waterbury (Nebraska)
Waterbury és una població dels Estats Units a l'estat de Nebraska. Segons el cens del 2000 tenia 89 habitants.

## Demografia
Segons el cens del 2000, Waterbury tenia 89 habitants, 34 habitatges, i 21 famílies. La densitat de població era de 245,5 habitants per km².
Dels 34 habitatges en un 35,3% hi vivien nens de menys de 18 anys, en un 41,2% hi vivien parelles casades, en un 14,7% dones solteres, i en un 35,3% no eren unitats familiars. En el 29,4% dels habitatges hi vivien persones soles l'11,8% de les quals corresponia a persones de 65 anys o més que vivien soles. El nombre mitjà de persones vivint en cada habitatge era de 2,62 i el nombre mitjà de persones que vivien en cada família era de 3,36.
Per edats la població es repartia de la següent manera: un 32,6% tenia menys de 18 anys, un 2,2% entre 18 i 24, un 37,1% entre 25 i 44, un 18% de 45 a 60 i un 10,1% 65 anys o més.
L'edat mediana era de 32 anys. Per cada 100 dones de 18 o més anys hi havia 106,9 homes.
La renda mediana per habitatge era de 23.438 $ i la renda mediana per família de 41.458 $. Els homes tenien una renda mediana de 25.938 $ mentre que les dones 23.906 $. La renda per capita de la població era de 14.764 $. Aproximadament el 13,3% de les famílies i el 19,8% de la població estaven per davall del llindar de pobresa.

## Poblacions més properes
El següent diagrama mostra les poblacions més properes.